# 埼玉新都市交通伊奈線

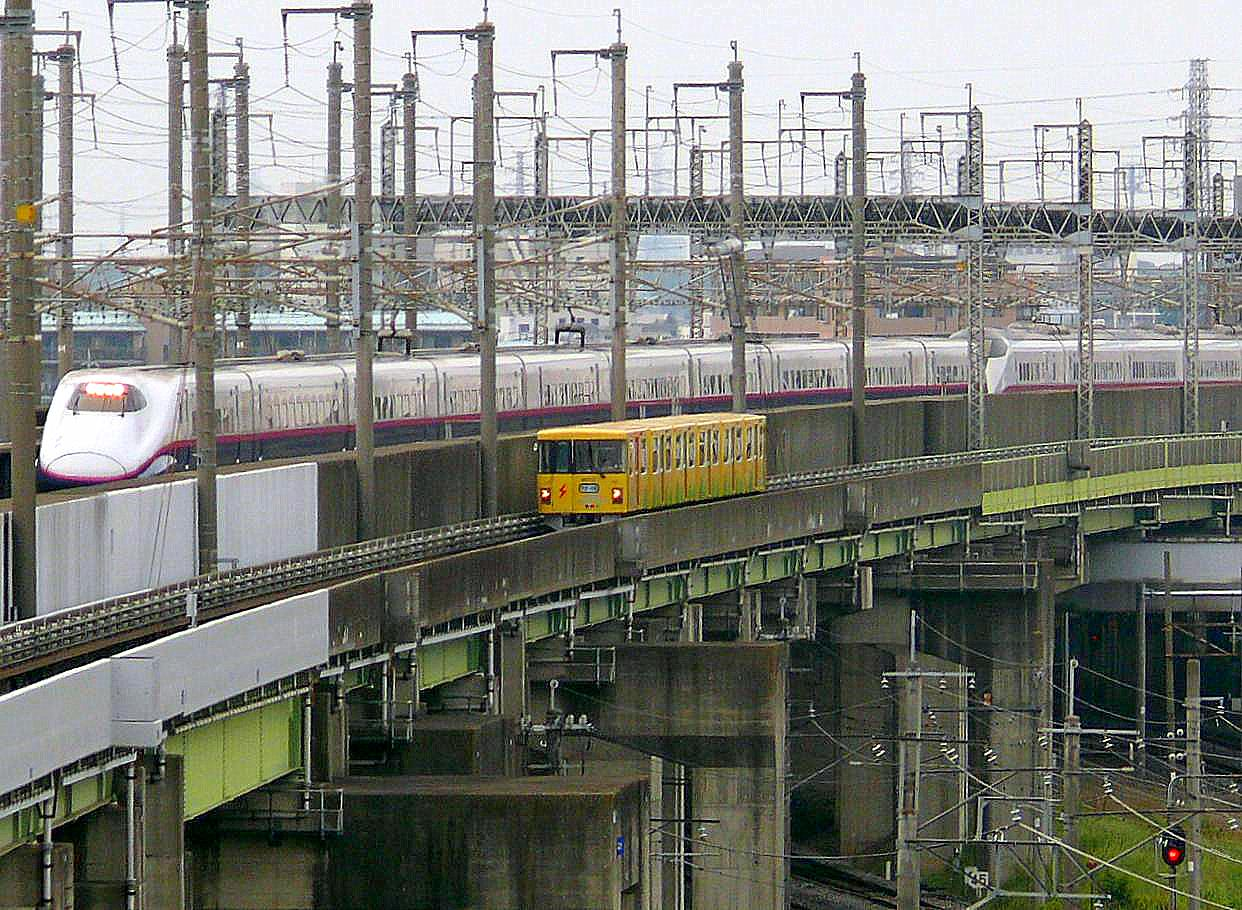
新幹線の高架橋の脇を走る伊奈線の列車（写真中央部の黄色い列車が伊奈線。2009年撮影）

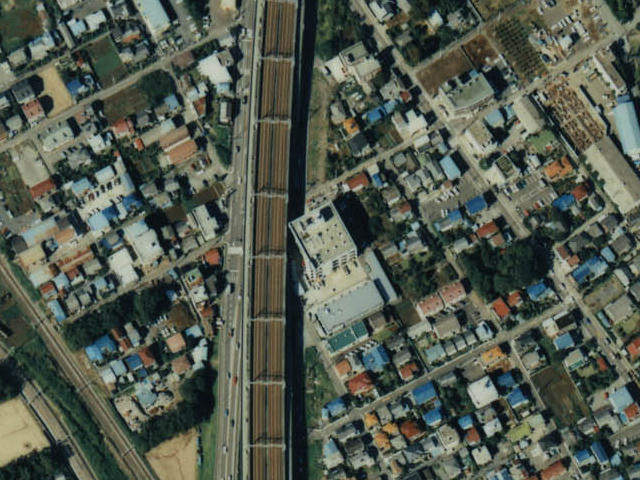
加茂宮 - 鉄道博物館間の上り線。中央のビルがNTT東日本東大成ビルで、新幹線高架と近接している。

伊奈線（いなせん）は、埼玉県さいたま市大宮区の大宮駅から、同県北足立郡伊奈町の内宿駅までを結ぶ、埼玉新都市交通の案内軌条式鉄道（AGT）路線である。ニューシャトル（英語: New Shuttle）の愛称が付けられている。駅ナンバリングで使われる路線記号はNS。

## 概要
東日本旅客鉄道（JR東日本）の東北・上越新幹線が通過する、埼玉県さいたま市大宮区、同市北区、上尾市、北足立郡伊奈町を結んでいる。また、さいたま市大宮区大成町にある鉄道博物館へは、鉄道博物館駅が博物館と一体型の最寄駅となっており、当路線が主要なアクセスルートとなっている。
開業した1983年当時は、ゴムタイヤの新交通システム (AGT) はまだ珍しく、特に首都圏では先駆的な路線である（首都圏のAGT路線は、前年開業の中央案内軌条式のユーカリが丘線が最初で、その後に側方案内軌条方式で当路線、西武山口線レオライナー、金沢シーサイドライン、ゆりかもめ、日暮里・舎人ライナーが開業した）。
路線と列車の愛称である「ニューシャトル」は、新しいを意味する「ニュー」と、往復する交通機関等によく使われる語である「シャトル」（機織りで横糸（緯）を通す器具であるシャトル〈杼=ひ・梭=おさ〉に由来する）を組み合わせたものである。
元々当路線の愛称名は一般募集を行い、613点の応募があった。このうち「グリーンライナー」、「埼玉グリーンライナー」、「スカイライナー」、「埼玉新都心線」が候補に選ばれたが、決定には至らなかった。最終的には社内で再度募集を行い、1983年（昭和58年）7月22日に「スペースシャトル」にちなんだ「新システムの近距離往復電車」を表す「ニューシャトル」の愛称に決定した。

## 路線データ
- 路線距離（営業キロ）：12.7km[4][5]
- 建設主体：日本鉄道建設公団（現 独立行政法人 鉄道建設・運輸施設整備支援機構）
- 案内軌条：側方案内式[5]
- 駅数：13駅（起終点駅含む）[5]
- 複線区間：大宮 - 丸山間
- 単線区間：丸山 - 内宿間
- 電気方式：三相交流600V・50Hz[2]
- 閉塞方式：車内信号式
- 保安装置：自動列車制御装置 (ATC)、自動進路制御装置 (ARC)[2]
- 最高速度：60km/h[2]

## 路線の特徴
路線は全区間が高架で、東北・上越新幹線の高架に沿って敷設されており、ほとんどの区間で橋脚を新幹線と共用している。複線区間である大宮駅 - 丸山駅間は、東北・上越新幹線の高架橋の両側に、単線区間である丸山駅 - 内宿駅間は、上越新幹線の西側（下り線側）に、それぞれ沿って路線が敷設されている。単線区間では全ての駅で上り・下り列車の交換ができる。
起点の大宮駅ではループ線式の折り返しを採用しており、終点の内宿駅や、車庫のある丸山駅では通常の折り返しであるため、列車の向きが一往復するごとに反対になることが大きな特徴である。
上り線の加茂宮駅 - 鉄道博物館駅間では、NTT東日本東大成ビル（電話局）が新幹線の高架線に近接しており、線路を敷設する空間が確保できなかったため、ビルを避けて新幹線高架下に線路を通したが、勾配と急カーブが生じて速度制限がかかり、同駅間の所要時間は上り列車の方が1分長くなっている。
新幹線の高架の高さを走るため、進行方向左側の車窓からは、さいたま市・上尾市・伊奈町の景色を眺めることができる。関東平野のほぼ中央部を走行しており、よく晴れた日には秩父の山並みや富士山、筑波山、男体山、赤城山なども見通せ、埼玉新都市交通では眺望のよさをアピールしている。進行方向右側（内宿駅→丸山駅間では左側）の車窓からは、路盤が新幹線の線路より高い区間では、並走する新幹線列車を望むこともできるが、低い区間ではコンクリート壁に視界を遮られる。
大宮駅以外の駅舎は新幹線高架真下の地上コンコースと高架ホームの2階建て構造である。中央自由通路と連結した大宮駅以外は、開業当初の垂直移動は階段のみであった。2000年代後半に入り、交通バリアフリー化の一環で、鉄道博物館・加茂宮・東宮原・今羽・原市・沼南・丸山・伊奈中央・羽貫・内宿の各駅には沿線自治体の助成によりエレベーターが設置された。鉄道博物館駅にはエスカレーターも設置されている。
さいたま市北区（旧大宮市北部）における大型マンションの急増や大型ショッピングモールの建設、上尾市東部や伊奈町におけるニュータウン的な街づくりや学校・企業誘致などにより、開業時から一貫して沿線人口が増加し続けている。しかし、当路線は新交通システム特有の小型車両のため乗車可能人数に限界があり、利用客の自然増加や振替輸送による車内混雑への対応が課題である。あわせて、大宮駅改札内のキャパシティ限界における通勤通学時間帯の乗降客の激しい混雑や、加茂宮駅以北のホーム幅の狭さによる混雑（いずれも開業時からの増床等はされていない）も同様の課題である。
伊奈線は自動列車運転装置 (ATO) を採用しておらず、自動列車制御装置(ATC)による車内信号閉塞方式での運転士による手動運転（ワンマン運転）となっている。将来の自動運転に対応できるように、車両側にはATOの運転装置が搭載されている。駅に停車した際の車両のドアの開閉は、進行方向先頭の運転室（乗務員室）で運転士による車掌スイッチの操作により行なっている。丸山・内宿以外では、運転席側である左側の扉を開けるため、単線区間の各駅（島式ホーム）では、他の多くの日本の鉄道路線の左側通行と違い、右側通行で進入する。
各駅にはホームドアは設置されておらず、ホーム上には車両のドアの位置だけ省いた安全柵が設置されており、「線路は高圧電流が流れているので絶対立ち入らない」旨の注意書きが多数掲示されている。
これらの点は、同様の新交通システムであるゆりかもめや金沢シーサイドラインなどとは異なっている。なお、手動運転かつホームドア無しのAGTは他に西武山口線レオライナーとユーカリが丘線があるが、これらはATCではなくATSを使用しており、加えてユーカリが丘線は中央案内式である。
自動改札機は駅員（社員）が常駐している大宮駅と鉄道博物館駅のみの設置となっている。その他の駅は早朝深夜を除き、準社員の駅員が交代制で改札業務と駅売店業務を行っている。スタンド式の売店の横に、券売機と改札窓口がある。交通系ICカードは簡易Suica改札機で対応している。
駅での放送は接近案内のみであるが、電車到着時には、車内と車外両方のスピーカーで到着駅名の自動放送がされ、駅舎側の到着時放送を兼ねている。
12.7kmの路線に13駅あり、駅間の平均距離は約1060mだが、加茂宮 - 沼南間は800mごと、志久 - 内宿間は1.1kmごととなっている。大宮の市街地寄りの方が駅間が離れており、最も離れているのはJR高崎線・川越線と旧中山道を跨ぐ鉄道博物館 - 加茂宮間の1.7kmであり、JRの車両工場の中を通る大宮 - 鉄道博物館間も1.5kmある。
案内軌条式鉄道は、通常の鉄道と違いゴムタイヤを装着して走行するため、比較的雨や雪に強いとされているが、当路線は特に雪（結氷）には弱い。
これは地上にある丸山車両基地と高架である本線との間がコンクリート製のスロープ軌道で繋がれているがこの傾斜が他の案内軌条式鉄道路線と比べて急であること、および沿線が内陸部のため冬季の最低気温が東京都心よりかなり低く、冬季の降雨や降雪などによる軌道内の結氷で軌道面が滑りやすくなると、安全の観点から運行を見合わせざるを得ないためである。その対策として、勾配軌道面には融雪や融氷のための電熱線を敷いたり、冬季は先頭車両前面に除雪装置が取り付けられる。
その他の気象条件や自然災害には比較的強く、並走するJR各線が豪雨や強風で運転を見合わせていても当路線は通常ダイヤで運行されていることが多い。東日本大震災の際もいち早く運転を再開させ、当時沿線住民の貴重な移動手段として活躍した。
高架線であり、当然踏切等もないことから、人身事故は極端に少なく、JR各線の影響も全く受けないため、しばしば振替輸送に利用されている。

## 歴史
東北・上越新幹線の建設に伴い両新幹線の分岐点が設けられる伊奈町では、町域が3つに分断されるとして、新幹線建設反対運動が起こった。そこで、当時の町長であった加藤操の尽力により、地域住民（旧大宮市・上尾市・伊奈町）への見返りとして、都市鉄道を建設することとなった。同じく建設反対を訴えた戸田市・旧浦和市・旧与野市住民への見返りとしては埼京線が建設されたが、伊奈線沿線には普通の鉄道を建設する程の需要はないと判断し、中量輸送機関として当時各地で建設されていた新交通システムAGTを導入した。
| 軌道の周囲に設けられたシェルター（北緯36度0分35.5秒 東経139度36分19.5秒 / 北緯36.009861度 東経139.605417度 / 36.009861; 139.605417 (羽貫駅-内宿駅間のシェルター)） |  | シェルター下にある団結小屋跡 |
| 軌道の周囲に設けられたシェルター（北緯36度0分35.5秒 東経139度36分19.5秒 / 北緯36.009861度 東経139.605417度）                                                       |  | シェルター下にある団結小屋跡 |

1983年（昭和58年）の開業時、羽貫 - 内宿間の地権者2名との間で土地交渉がうまく行かなかったため、羽貫までの部分開業となった。その後、1名とは1988年（昭和63年）3月に交渉が成立したが、最後まで残された地権者との交渉は難航をきわめ、この地権者の支援と称して成田空港闘争中の中核派活動家が介入したことで、さらに収拾がつかなくなった。1990年（平成2年）2月17日、埼玉県は土地収用法に基づいて行政代執行を実施した。地権者は活動家とともに団結小屋を建築して立て篭もり、やぐら上部より糞便を投下するなどの抗議行動を繰り広げたが、最終的に地権者及び活動家は公務執行妨害罪で検挙され、地権者宅上空の空中権を収用した（高架下の管理側道は用地を収用していないため、現在も途切れている）。当該区間の軌道の周囲には、空中権を収用したことを示す金網フェンス状のシェルターがある。

### 年表
- 1983年（昭和58年）12月22日 - 大宮 - 羽貫間開業[4]。1000系（のちの1010系）6両編成2本、4両編成7本を投入[8]。列車の約半数は大宮 - 丸山間の運転で、丸山以北はデータイムで40分おきだった。
- 1984年（昭和59年）4月1日 - 羽貫駅近くに伊奈学園総合高校が開校することに合わせ、最初のダイヤ改正。
- 1986年（昭和61年）4月1日 - ダイヤ改正。
- 1990年（平成2年）8月2日 - 羽貫 - 内宿間開業[4]、全線開通。ダイヤ改正。1050系（6両）を投入、10編成体制となる（後に13編成まで増備）。
- 1992年（平成4年）10月1日 - 全編成の6両編成化達成。
- 2001年（平成13年）11月16日 - 各駅のホームに非常停止ボタンを設置。
- 2002年（平成14年）12月1日 - 土曜ダイヤを廃止し、休日ダイヤに統合[9]。
- 2007年（平成19年）
  - 3月18日 - ICカード「Suica」が導入され、当路線でSuicaおよびSuicaと相互利用可能なカードが利用可能となる。
  - 5月22日 - 2000系の営業運転開始、14編成体制となる。
  - 10月6日 - 鉄道博物館開館に伴うダイヤ改正を行い、休日のデータイムは10分おきとした。土曜・休日は朝・昼過ぎの鉄道博物館来退館時間帯に大宮 - 丸山間の区間列車を増発（2010年11月28日の運転を最後に同年12月4日ダイヤ改正で廃止）。
  - 10月14日 - 鉄道博物館開館に合わせ、大成駅を鉄道博物館駅に改称[10]。また、各駅にステーションカラーが付けられた。
- 2010年（平成22年）12月21日 - 天皇・皇后の鉄道博物館訪問に際し、お召し列車を大宮駅 - 鉄道博物館駅間を往復で運行。
- 2013年（平成25年）7月1日 - 伊奈線開業以来初となる駅メロ（列車接近メロディー）を大宮駅と鉄道博物館駅（上りホーム）で導入。曲は『銀河鉄道999』（大宮駅はイントロとAメロ、鉄道博物館駅はサビが流れる）。
- 2015年（平成27年）11月4日 - 2020系の営業運転開始。
- 2016年（平成28年）
  - 3月19日 - 丸山駅止まりだった最終列車を内宿まで延長するダイヤ改正を行う[11][12]。
  - 6月26日 - この日をもって、1010系の営業運転が終了。
- 2018年（平成30年）
  - 3月19日 - この日より順次、英語車内放送の実施を開始[13]。
  - 3月23日 - 駅ナンバリングを導入[14][13]。
- 2019年（平成31年）1月16日 - 加茂宮駅 - 鉄道博物館駅間を走行中の上り列車（2000系第6編成）の最後尾車両（2606）のタイヤがパンク、バーストし、走行路脇に脱線する事故が発生[15][16]。この事故により全線が翌日午後まで運休となり、バス等による振替輸送を実施[17][18][19]｡
- 2020年（令和2年）2月21日 - 前年の事故を受け、一部車両にてタイヤ内圧監視装置の使用を開始[20]。他の車両にも順次導入。
- 2022年（令和4年）11月13日 - 「丸山車両基地まつり」の車両洗浄線の通過体験の5回目を大宮行きの「直通快速」として運行[21][22]。途中無停車。以後も丸山車両基地まつりの際に運行。
- 2023年（令和5年）11月19日 - ニューシャトル彩発見ツアー第二弾の復路運行便にて伊奈線内で初の急行列車「急行いな号」が丸山駅 - 大宮駅間で運行[23]。途中無停車。

## 運行形態
おおむね、早朝・夜間以外は10分間隔で運行されているが、平日昼間に15分間隔運転時間帯がある。平日の朝・夕方の通勤時間帯、土曜・休日の夜に大宮 - 丸山間の区間列車があり、夜間以外の区間列車運行時間帯は5分間隔で運行される。
2014年4月7日、ダイヤ改正を行い、早朝6時台に大宮 - 丸山間の区間列車を1往復増発。また平日12時台に2往復増発した。これにより平日昼間の15分間隔運転時間帯は13時から14時半までのみとなった。埼玉新都市交通によると、同月の消費税の8%への増税に合わせ、増税分の3%にあたる分の運行本数を増発した。なお平日昼間の13時から14時半についても次のダイヤ改正で10分間隔化を目指すとしていたが、そのダイヤ改正を次回の消費税再増税に合わせて行うかどうかについては明らかにしなかった。消費税が10%に増税された2019年は、増税半年前の4月1日にダイヤ改正を実施したが、平日昼間13時台に15分間隔運転時間帯が残ったままである。2022年3月のダイヤ改正では、新型コロナウイルス感染症拡大の影響による乗客数の減少を受け、15分間隔運転の時間帯が土休日も含めた11時台から14時台に拡大されたほか、夜間や平日夕方の帰宅時間帯でも減便が行われた。

## 駅一覧
全駅埼玉県に所在。
凡例
線路 … ∩：ループ線、||：複線区間、◇：単線区間（全駅列車交換可能）、∨：ここより下は単線
| 駅番号 | 駅名         | 駅間キロ | 営業キロ | 接続路線 | 線路 | 所在地          | 所在地          |
| ------ | ------------ | -------- | -------- | --- | ---- | --------------- | --------------- |
| NS01   | 大宮駅       | -        | 0.0      | 東日本旅客鉄道： 東北新幹線・山形新幹線・秋田新幹線・北海道新幹線・上越新幹線・北陸新幹線・ 京浜東北線 (JK 47)・ 宇都宮線・高崎線 (JU 07)・ 湘南新宿ライン (JS 24)（ 東海道線・ 横須賀線直通）・上野東京ライン・ 埼京線 (JA 26)・■川越線 東武鉄道： 野田線（東武アーバンパークライン）(TD-01) | ∩    | さいたま市      | 大宮区          |
| NS02   | 鉄道博物館駅 | 1.5      | 1.5      | | \|\| | さいたま市      | 大宮区          |
| NS03   | 加茂宮駅     | 1.7      | 3.2      | | \|\| | さいたま市      | 北区            |
| NS04   | 東宮原駅     | 0.8      | 4.0      | | \|\| | さいたま市      | 北区            |
| NS05   | 今羽駅       | 0.8      | 4.8      | | \|\| | さいたま市      | 北区            |
| NS06   | 吉野原駅     | 0.8      | 5.6      | | \|\| | さいたま市      | 北区            |
| NS07   | 原市駅       | 0.8      | 6.4      | | \|\| | 上尾市          | 上尾市          |
| NS08   | 沼南駅       | 0.8      | 7.2      | | \|\| | 上尾市          | 上尾市          |
| NS09   | 丸山駅       | 1.0      | 8.2      | | ∨    | 北足立郡 伊奈町 | 北足立郡 伊奈町 |
| NS10   | 志久駅       | 1.2      | 9.4      | | ◇    | 北足立郡 伊奈町 | 北足立郡 伊奈町 |
| NS11   | 伊奈中央駅   | 1.1      | 10.5     | | ◇    | 北足立郡 伊奈町 | 北足立郡 伊奈町 |
| NS12   | 羽貫駅       | 1.1      | 11.6     | | ◇    | 北足立郡 伊奈町 | 北足立郡 伊奈町 |
| NS13   | 内宿駅       | 1.1      | 12.7     | | ◇    | 北足立郡 伊奈町 | 北足立郡 伊奈町 |

## 運賃
大人普通旅客運賃（小児半額・きっぷは10円未満切り上げ、ICカードは1円未満切り捨て）。2019年10月1日改定。
| キロ程    | 運賃（円） | 運賃（円） |
| キロ程    | 切符購入   | ICカード   |
| --------- | ---------- | ---------- |
| 初乗り2km | 190        | 189        |
| 3-4       | 220        | 220        |
| 5-6       | 260        | 251        |
| 7-8       | 290        | 283        |
| 9-10      | 330        | 325        |
| 11-13     | 360        | 356        |

## 定期券
埼玉新都市交通伊奈線のみの自社線定期券は伊奈線の大宮駅窓口のみの発売となる。沿線住民が自社線定期券購入のために大宮駅へ赴く場合は、駅売店販売員に申し出れば専用の乗車証で乗車することができる。自社線のみの定期券はSuica導入後も従来通り磁気定期券のみとなり、Suica定期券は発売していない。
2008年3月15日からJR東日本との連絡定期券に限りSuica定期券、東武鉄道との連絡定期券に限りPASMO定期券が利用できる。発売は他社線側となり、JRのみどりの窓口・多機能券売機・指定席券売機、東武の定期券売り場で行われている。

## 乗車カード
1983年の開業時から日本初の鉄道用プリペイドカードとして乗車券購入用の「フレッシュカード (Fresh Card)」を発行していた。自動券売機で乗車券に引き換える方式のカードであり、自動改札機に投入できる乗車カードではない。2006年9月30日で発売を、翌2007年1月31日で通用をそれぞれ終了したため、現在は全駅にて手数料無料で払い戻しができる。
開業当時のフレッシュカードは紙製のカードにクレジットカードのような磁気ストライプを配置した方式で、有効期限は3か月間だった。その後、他社と同様のプラスチック製磁気カードに変更されている。紙カードからプラスチックカードへの切り替え時3か月間は発売停止としていた。なお、紙カード時代、プラスチックカード時代ともに他社のように券面にパンチ穴は開けずに裏面に残額が印字される方式であり、紙カードの時代は残額が0円になると自動券売機に自動的に回収される仕様であった。
そのフレッシュカードの代替として、2007年3月18日からICカードSuicaが導入された。
フレッシュカードの通用終了に併せて、同年2月から約1か月間にわたり自動券売機と自動改札機の更新、および簡易型改札機の新設を行った。いずれもJR東日本と同型の機種の色違いである。なお、大宮駅は自動改札機の更新、鉄道博物館駅は自動改札機の新設、それ以外の各駅は簡易型改札機の設置でそれぞれ対応する。チャージ（入金）は大宮 - 内宿間の各駅で自動券売機で行える。一回の操作でチャージできる金額はJR東日本と同じ。今羽 - 内宿間の各駅は1000円分のみチャージ可能な簡易チャージ機が設置されていたが、近年この各駅でも自動券売機が更新され、券売機でのチャージが可能となったことから前述の簡易チャージ機は閉鎖された。
2007年3月のSuica導入から現在までの時点では無記名Suica（大人用）カードのみ発売されている。ただし記名式のMy Suicaへの変更、紛失・再発行は埼玉新都市交通では扱っていない（取り扱っている他Suica事業者での受付は可能）。なお紛失・障害時の再発行登録（登録のみで再発行はできない）は、Suica、PASMOについて大宮駅、鉄道博物館駅で可能である。